# 隈本有尚
隈本 有尚（くまもと ありたか、1860年7月24日（万延元年6月7日） - 1943年（昭和18年）11月26日）は、日本の教育者、天文学者、数学者、心理学者、占星術師。福岡県立中学修猷館初代館長、長崎高等商業学校初代校長、朝鮮総督府中学校初代校長。

## 経歴・人物

### 幼少期から学生時代
久留米藩士の子として後の久留米市螢川町に生まれる。幼名は井上木六郎。生後まもなく隈本家の養子となる。1872年（明治5年）11歳で久留米藩の藩校である好生館（洋学所、同年11月柳河藩の洋学校と合併し宮本中学校となる）に入学し、柘植善吾や英人宣教師ジョージ・オーウェンから、英語、幾何学、地理、博物学を学ぶ。
1875年（明治8年）官立東京英語学校、1876年（明治9年）官立東京開成学校予科（1877年（明治10年）に官立東京英語学校と統合して東京大学予備門となる）理科を経て、1878年（明治11年）9月東京大学理学部に第一期生として入学し、星学を専攻する。理学部の同期生は、田中館愛橘、田中正平、藤沢利喜太郎、そして有尚の4名のみであり、星学科（後の天文学科）は有尚一人であった。
星学科では、1880年（明治13年）8月T・C・メンデンホール教授らと共に、富士山頂における日本で最初の気象観測を行っている。この際、気圧観測に基づいて富士山の標高を3,778 mと計算している。1881年（明治14年）当時東京大学理学部助教授であった、後の三井財閥総帥・團琢磨から天文学を学んでいる。また、東京大学が発行していた雑誌『学芸志林』に、月の引力による潮の満ち引きに関する論文『読潮汐新説』を寄稿し、これが東京大学理学部天文学科第1号論文となるなど、優秀な学生であったことがうかがえる。ところが、当時の理学部長菊池大麓（後の東大総長、文部大臣）の数学者としての才能に疑問を持っていたことからくる、日頃からの菊池との対立があり、1882年（明治15年）7月5日の卒業式では、菊池から卒業証書を授与されるや、それを「人物の真価豈一枚の紙を以て定むるを得んや」と言ってその場で破り捨ててしまったため、学位認定を受けることができなかった。

### 東京大学教員時代
1883年（明治16年）星学科を修了し、東京大学理学部星学科補助となる。この頃、副業として成立学舎の教師も務め、当時その学生であった夏目漱石と出会う。1884年（明治17年）5月東京数学会社（日本数学会と日本物理学会の母体）に入社する。
1884年9月東京大学予備門教諭となり、夏目漱石、正岡子規、南方熊楠、秋山真之、山田美妙らに数学を教えている。正義感が強く、周りに厳格性を求める性格であったとされ、漱石は有尚をモデルにして、小説『坊つちやん』に出てくる数学教師「山嵐」（堀田）を描いたとされる。同年11月東京大学理学部准助教授となる。この頃、数学者として、マトリックス理論（Matrix theory）を日本に初めて紹介している。
ローマ字推進論者であり、1885年（明治18年）1月外山正一、寺尾寿、矢田部良吉、山川健次郎、松井直吉、北尾次郎とともに「羅馬字会」を設立する。

### 修猷館館長時代

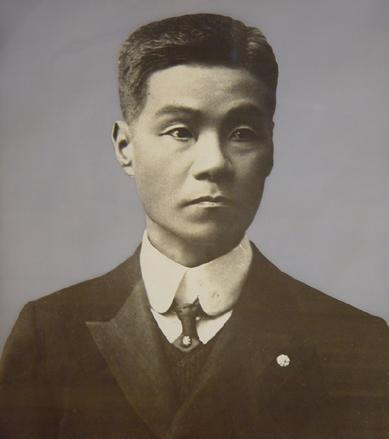
隈本有尚（修猷館初代館長時代）

修猷館の六光星の徽章

1885年（明治18年）9月旧福岡藩の藩校であり、「福岡県立英語専修修猷館」として再興された修猷館（現・福岡県立修猷館高等学校）の初代館長に、團琢磨の親友であった金子堅太郎の推挙により、わずか25歳で任命される。数学、物理を担当し、館長としては、儒学ではなく欧米の哲学、倫理学を講じた。1887年（明治20年）3月26日原因不明の出火で校舎が全焼するという災難に見舞われるが、福岡県一帯の財産家を説いて再建資金を仰ぎ、2年後の1889年（明治22年）には再建を成し遂げている。
1890年（明治23年）山口高等中学校の教頭となる。ここで、『坊つちやん』の「バッタ騒動」のヒントになったという説がある「寄宿舎騒動」に遭遇している。
1894年（明治27年）再び修猷館の館長に任命され、同年、現在も使用されている修猷館の六光星の徽章を制定している。また、1899年（明治32年）1月福岡日日新聞に『九州大学と高等学校』を発表し、福岡における大学設置運動の口火となり、これが後の九州帝国大学の設置へと繋がっていく。なお、1897年（明治30年）11月9日には、当時旧制第五高等学校教授であった教え子・夏目漱石が、英語授業の視察で修猷館を訪れ有尚に面会している。

### 文部省視学官時代から晩年
1902年（明治35年）文部省視学官となる。同年発生した哲学館事件の主要人物となっている。1903年（明治36年）ヨーロッパに官費留学して経済学を修め、その一方で、ドイツにおいてルドルフ・シュタイナーと出会い、シュタイナーの精神科学「人智学」を学び、イギリスにおいて「近代占星術の父」といわれるアラン・レオ（Alan Leo）やセファリアル（Sepharial）から占星術を学ぶ。
1904年（明治37年）東京高等商業学校教授兼視学官、1905年（明治38年）長崎高等商業学校初代校長を歴任し、1909年（明治42年）50歳で定年退職する。同年、新設された京城居留民団立京城中学校の初代校長に就任し、1912年（大正元年）には、論文『宗教的、道徳的情操の教養上見神派の心理学の応用』（『丁酉倫理会倫理講演集』）により、シュタイナーの人智学を日本に初めて紹介している。1913年（大正2年）同校が改称した朝鮮総督府中学校校長を最後に公職を終了し、東京に移住する。
引退後は、1914年（大正3年）『天文ニ依ル運勢豫想術』（東海堂書店）によって、西洋占星術（有尚は「考星学」と呼んだ）を日本に初めて紹介し、占星術師となる。占星術により、政治、経済、社会などのあらゆる分野で数多くの予言を的中させ、山一證券の創業者小池国三は、有尚の占星術による景気予測によって巨万の利益を得たとされる。相場師・伊東ハンニも一時期有尚に師事している。
1943年（昭和18年）11月26日死去、享年84。墓は鶴見の總持寺にある。

## エピソード
- 1898年（明治31年）、有尚は館長として後の首相廣田弘毅を修猷館から送り出したが、廣田の父・徳平に「（将来廣田弘毅を）軍人にするか、役人にするか」と尋ねたところ、無学な石屋であった徳平は、おどけて「何でも好きなもんになりまっしょう。お国のためなら、馬ィなりと、牛ィなりと、なりまっしょう」と返したため、対応に窮したといわれる[16]。
- 有尚が館長であったときに修猷館に学んだ緒方竹虎は、館長時代の有尚の様子を次のように語っている。（『修猷館物語』（修猷通信、1962年）より、原文のまま）

- 大学予備門教師時代、英語が巧みなことから数学の授業も英語で行ない、英語が苦手であった正岡子規は隈本の数学の試験に落ち、予備門を卒業できなかった。また、正義感が強く、非常に厳格な人物であり、その厳格性からか自転車で街角を曲がるときも直角に曲がっていたと伝えらるほどだった。隈本は、夏目漱石の小説『坊つちやん』に登場する数学教師・山嵐（堀田）のモデルとされており、1897年（明治30年）には、当時旧制第五高等学校教授であった漱石が英語授業の視察で修猷館を訪れ、隈本との面会を果たしている[17]。

## 栄典
- 1891年（明治24年）12月21日 - 正七位[18]
- 1900年（明治33年）12月10日 - 従六位[19]
- 1903年（明治36年）6月26日 - 勲六等瑞宝章[20]
- 1905年（明治38年）6月30日 - 正六位[21]
- 1907年（明治40年）10月30日 - 従五位[22]
- 1908年（明治41年）6月25日 - 勲五等瑞宝章[23]
- 1909年（明治42年）5月31日 - 正五位[24]

## 主な著書
- 『中等算術』（六盟館、1898年（明治31年））
- 『倫理学提綱』（栄文堂、1898年（明治31年））
- 『天文ニ依ル運勢豫想術』（東海堂書店、1914年（大正3年））